# Gare de Saint-Denis-Westrem
La gare de Saint-Denis-Westrem est une gare ferroviaire belge, fermée, de la ligne 75, de Gand-Saint-Pierre à Mouscron (frontière). Elle est située à Saint-Denis-Westrem, une section de la ville de Gand, dans la province de Flandre-Orientale.

## Histoire
Une première gare a été inaugurée le 1er juin 1866 sur la ligne de Gand-Sud à Courtrai et Mouscron (frontière) mise en service de 1838 à 1842. Cette station, ouverte aux voyageurs et marchandises, a disparu lors de l'abandon de cette section. La route Oude Gentweg, prolongée par la De Pintelaan a récupéré une partie de l'ancien tracé.
La gare actuelle a été ouverte le 1er juillet 1910, sur le tracé modifié de la ligne de chemin de fer de Courtrai à la nouvelle gare Gand-Saint-Pierre.

Ce graphique montre le nombre moyen de voyageurs à l'embarquement en semaine, le samedi et le dimanche entre 1977 et 1984. 
Elle a été fermée en 1984 car elle ne satisfaisait pas à la norme minimale de 200 voyageurs à l'embarquement par jour ouvrable.
En 1987, la SNCB réfléchit à rouvrir la gare, proche de l'espace d'exposition Flanders Expo, ou au moins à créer une halte à proximité. La gare, dont les quais existaient encore, fut utilisée à quelques reprises lors d'expositions et en 1998, une halte a été créée près de Flanders Expo[Où ?].
Toutefois, en 2020, plus aucun vestige de quais n'est visible le long de la ligne.

## Patrimoine ferroviaire
La gare possède bâtiment des recettes de plan type 1895 datant de 1913 (partant de plans réalisés en 1908).
Ce bâtiment est doté d'une aile de 3 travées, à gauche du corps de logis. Cette aile accueillait un magasin pour les colis et bagages ainsi que le bureau et le guichet et une petite salle d'attente.
Sa façade est en briques de plusieurs couleurs agrémentée d'un soubassement en pierre de taille, de pilastres et bandeaux en brique, de fenêtres à impostes de verre coloré, d'une corniche dentelée et de ferronneries (ancres de façade, arrête de toiture) ainsi que de plusieurs lucarnes, fenêtres géminées et d'un œil-de-bœuf.
La gare d'Oostakker construite en 1911 sur une nouvelle section de la ligne Gand-Anvers possède de nombreux points communs mais est beaucoup plus grande et encore plus décorée.
En mauvais état dans les années 1990, elle a depuis été rénovée. La gare était protégée en tant que monument et la zone en tant que paysage urbain. Le bâtiment a été vendu en 1998 puis transformé pour accueillir des bureaux.